# Magnoliowate

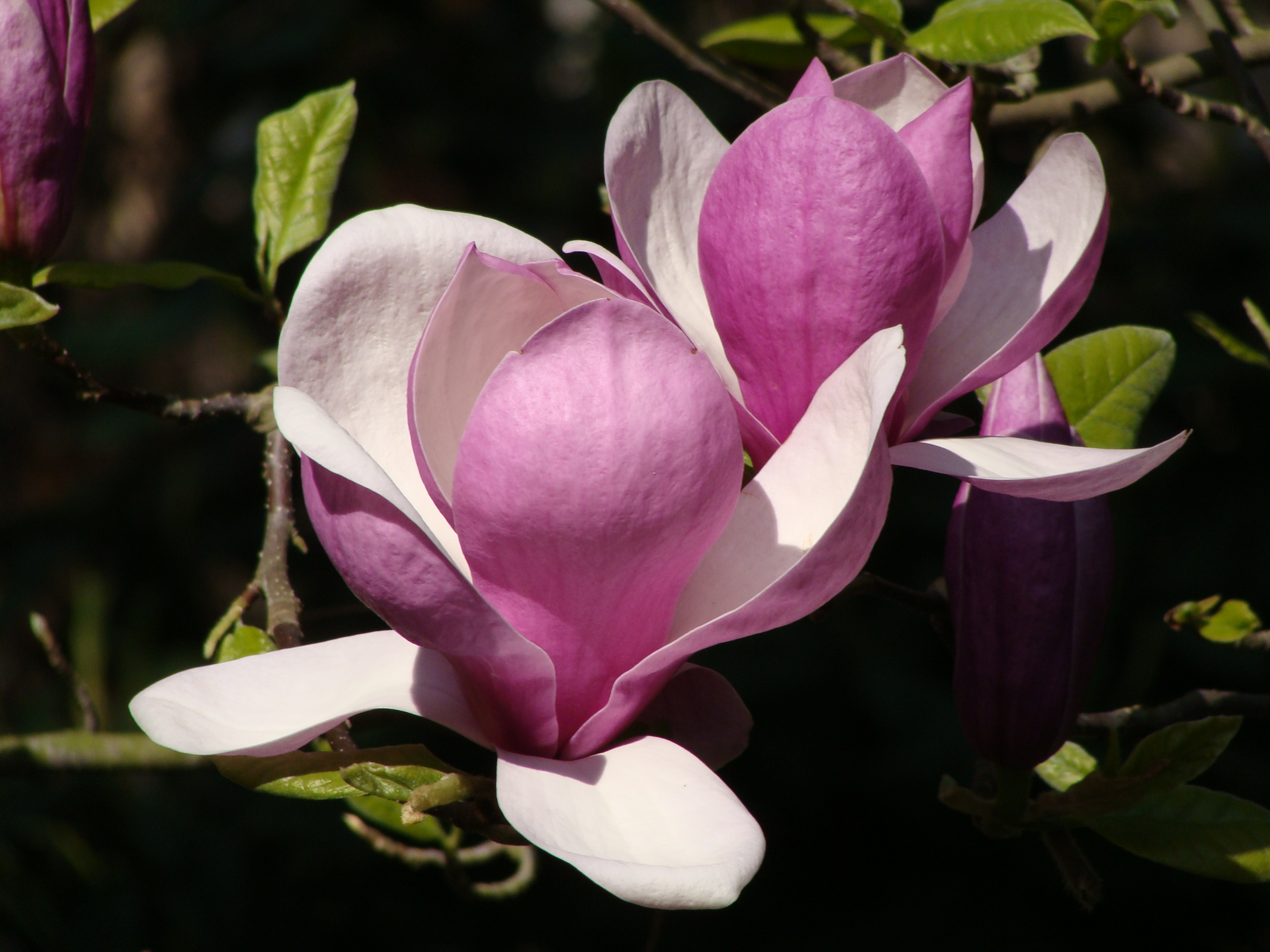
Kwiaty magnolii odmiany 'Lennei'

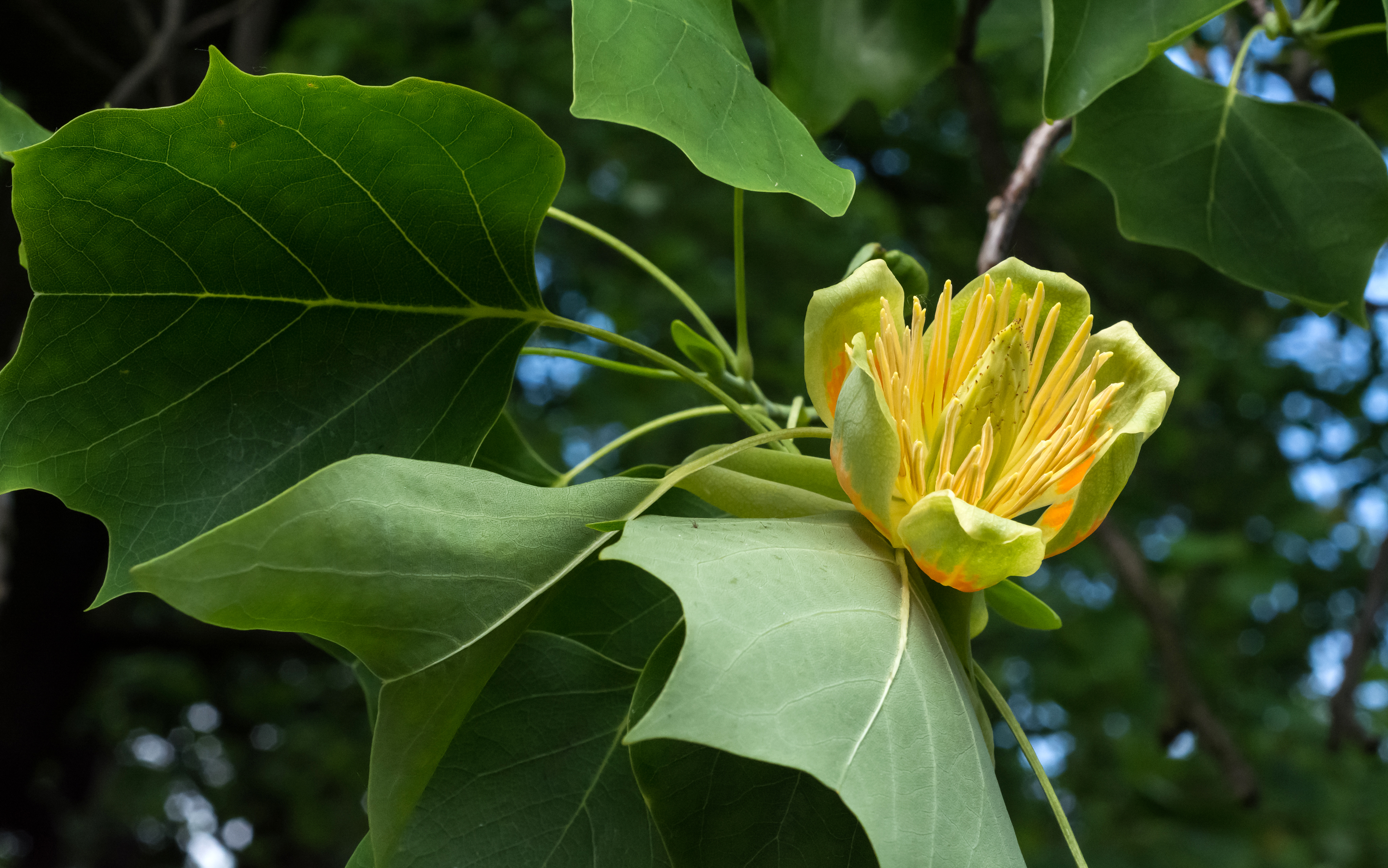
Tulipanowiec amerykański

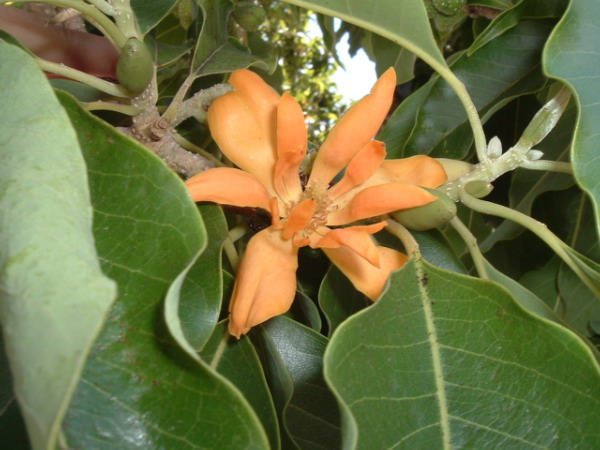
Michelia champaca

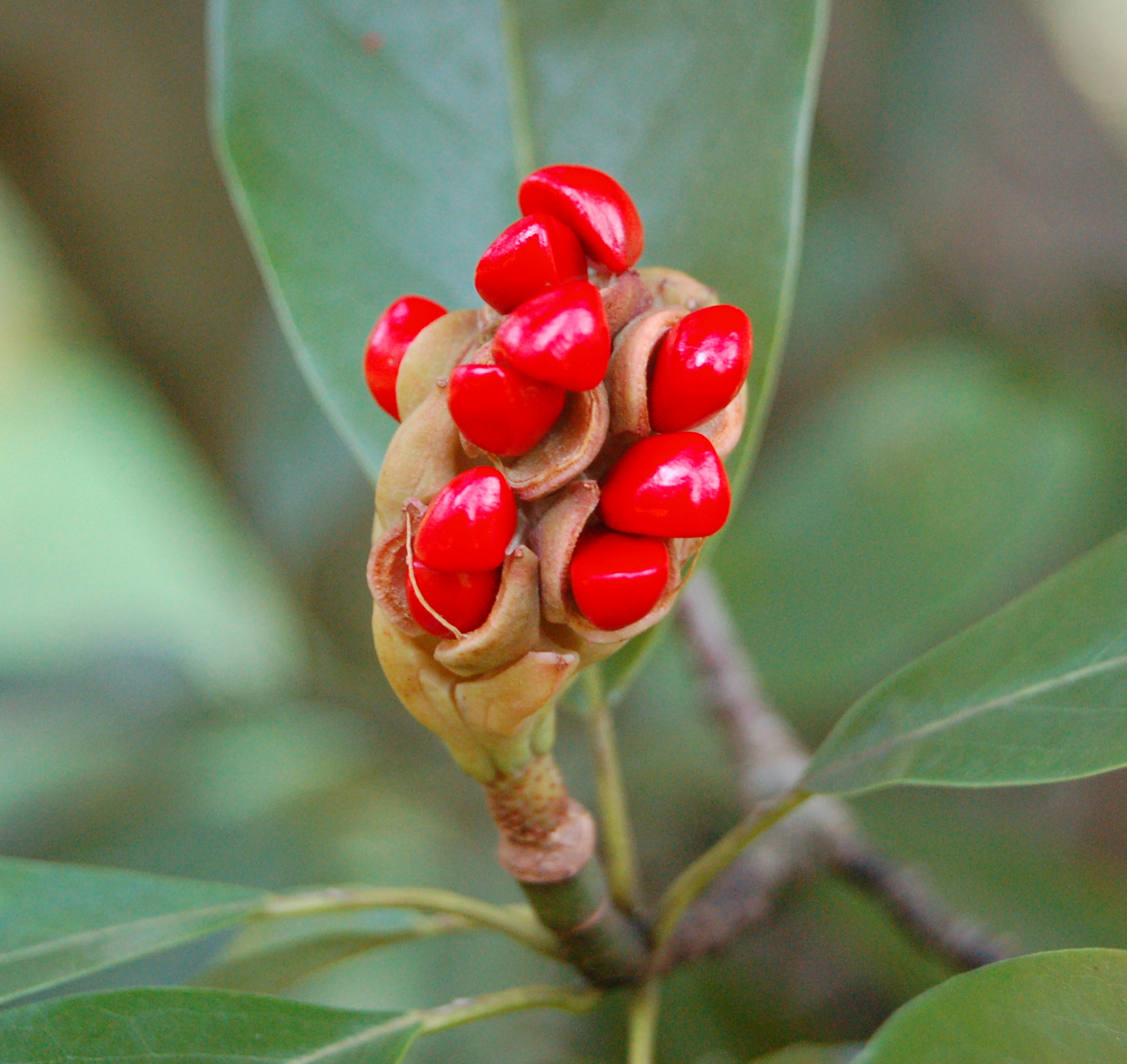
Owoc Magnolia virginiana

Magnoliowate (Magnoliaceae Juss.) – rodzina drzew, krzewów lub pnączy należąca do rzędu magnoliowców. Obejmuje około 221, 250 lub nawet 300 gatunków zaliczanych w zależności od ujęcia do dwóch (magnolia i tulipanowiec), 6, 15 lub nawet 17 rodzajów. 
W stanie dzikim występują one z największym zróżnicowaniem w południowo-wschodniej Azji (od południowych Indii i Sri Lanki po Japonię i Nową Gwineę), we wschodniej części Ameryki Północnej i w Ameryce Środkowej. Poza tym przedstawiciele rodziny rosną dziko w Ameryce Południowej po Brazylię i Peru na południu. Rodzina znana jest z licznych i szeroko rozprzestrzenionych przedstawicieli kopalnych, zwłaszcza na półkuli północnej.
Liczne gatunki wykorzystywane są jako rośliny ozdobne, lecznicze, dostarczające surowca drzewnego, niektóre wykorzystywane są do aromatyzowania napojów, dostarczające olejków eterycznych, wykorzystywane są jako jadalne i karma dla jedwabnikowatych.

## Morfologia
PokrójKrzewy i drzewa, często niewielkie i o stosunkowo słabo rozgałęzionej koronie, ale tulipanowiec amerykański osiąga do 45 m wysokości.
LiścieSkrętoległe, czasem ułożone w dwóch rzędach, zimozielone lub opadające zimą, ogonkowe, z okazałymi, choć szybko opadającymi przylistkami. U magnolii przylistki zrastają się w kapturek chroniący pąk. Blaszki liściowe okazałe (u Magnolia macrophylla do 75 cm długości i 25 cm szerokości), pojedyncze, niepodzielone i całobrzegie lub klapowane, użyłkowane pierzasto, zwykle od spodu wyraźnie jaśniejsze, sinawe.
KwiatyWyrastają pojedynczo na szczytach pędów, także na krótkich odgałęzieniach bocznych. Zwykle są okazałe (u Magnolia grandifolia i M. grandiflora 'Goliath' do 30 cm średnicy). Kwiaty osadzone na końcach pędu z wydłużonym dnem kwiatowym przywodziły skojarzenie kwiatu do skróconego pędu i były powodem uznawania ich za bardzo prymitywne, tym bardziej, że elementy kwiatu ułożone są często spiralnie, a nie w okółkach. U części gatunków (rodzaje Michelia i Elmerrillia) kwiaty wyrastają w kątach liści. Listków okwiatu jest od 6 do 18, przy czym jeśli wyrastają w okółkach w trzykrotnych. Listki bywają niezróżnicowane lub zewnętrzne różnią się od wewnętrznych w różnym stopniu. Mają barwę zieloną, białą, żółtą lub czerwoną. Kwiaty są zwykle obupłciowe, rzadko jednopłciowe. Pręciki są liczne (najczęściej od 50 do 200, najmniej 8), wolne, ułożone spiralnie, o nitkach krótkich lub długich, ale zwykle spłaszczonych (taśmowatych) z czterema woreczkami pyłkowymi zagłębionymi w powierzchni doosiowej (Magnolia) lub odosiowej (Liriodendron). Brzeg nitki często zawija się częściowo okrywając woreczki pyłkowe. Łącznik między woreczkami pyłkowymi jest wydłużony. Ziarna pyłku jednobruzdowe. Owocolistki także ułożone są spiralnie i występują w różnej liczbie od pojedynczych do wielu (do 200). Są lub nie są w pełni zamknięte, ale zwieńczone są okazałą szyjką i szczytowym, choć często schodzącym w dół po szyjce znamieniem. Wewnątrz zawierają zwykle dwa, rzadziej jeden lub większą liczbę zalążków.
OwoceWolne lub zrośnięte w owoc zbiorowy mieszki (Magnolia) lub skrzydlaki (Liriodendron). U wielu gatunków owoce pękają odsłaniając zwykle okazałe nasiona z jaskrawo zabarwioną osnówką. Nasiona zawierają bardzo drobny zarodek i okazałą ilość oleistego bielma.

## Fizjologia i fitochemia
Rośliny przeprowadzają fotosyntezę C3. Jej produkty transportowane są w postaci sacharozy u tulipanowca, a u magnolii także jako monosacharydy i alkohole cukrowe. Rośliny często zawierają alkaloidy, rzadko cyjanidynę, z flawonoli dominują kwercetyna i kemferol. Niektóre gatunki są bioakumulatorami glinu. W tkankach miękiszowych zawierają komórki z olejkami eterycznymi.

## Ekologia
Należą tu rośliny mezofityczne, unikające siedlisk silnie uwodnionych i suchych. Kwiaty zapylane są przez owady, głównie chrząszcze, także błonkoskrzydłe. U niektórych magnoliowatych owady wabione są nektarem wydzielanym w uchyłkach słupków. W rozsiewaniu nasion istotną rolę odgrywają żywiące się nimi ptaki.

## Systematyka
W różnych systemach klasyfikacyjnych roślin okrytonasiennych magnoliowate w tym samym ujęciu (choć z różną klasyfikacją w obrębie rodziny) umieszczane były w rzędzie magnoliowców Magnoliales (np. w systemach z początków XX wieku Johannesa Halliera z 1905, Johna Hutchinsona z 1926 i 1973, w systemie Cronquista z 1981, Dahlgrena z 1989, Takhtajana z 1997 i 2009 oraz kolejnych systemach APG). Jej pozycję ugruntowały badania molekularne z przełomu XX i XXI wieku. Potwierdziły one jej monofiletyzm, przy jednoczesnym wykazaniu parafiletycznego charakteru rodzaju Magnolia. W XXI wieku powstało szereg propozycji klasyfikacji w obrębie podrodziny Magnolioideae i jej systematyka nie jest jednoznacznie ustalona.
Pozycja systematyczna według Angiosperm Phylogeny Website (aktualizowany system APG IV z 2016)
|  | degeneriowate Degeneriaceae     |
|  |                                 |
|  | himantandrowate Himantandraceae |
|  |                                 |

|  | Eupomatiaceae            |
|  |                          |
|  | flaszowcowate Annonaceae |
|  |                          |

|  | degeneriowate Degeneriaceae     |
|  |                                 |
|  | himantandrowate Himantandraceae |
|  |                                 |

|  | Eupomatiaceae            |
|  |                          |
|  | flaszowcowate Annonaceae |
|  |                          |

|  | degeneriowate Degeneriaceae     |
|  |                                 |
|  | himantandrowate Himantandraceae |
|  |                                 |

|  | Eupomatiaceae            |
|  |                          |
|  | flaszowcowate Annonaceae |
|  |                          |

|  | degeneriowate Degeneriaceae     |
|  |                                 |
|  | himantandrowate Himantandraceae |
|  |                                 |

|  | Eupomatiaceae            |
|  |                          |
|  | flaszowcowate Annonaceae |
|  |                          |

|  | degeneriowate Degeneriaceae     |
|  |                                 |
|  | himantandrowate Himantandraceae |
|  |                                 |

|  | Eupomatiaceae            |
|  |                          |
|  | flaszowcowate Annonaceae |
|  |                          |

|  | degeneriowate Degeneriaceae     |
|  |                                 |
|  | himantandrowate Himantandraceae |
|  |                                 |

|  | Eupomatiaceae            |
|  |                          |
|  | flaszowcowate Annonaceae |
|  |                          |

|  | degeneriowate Degeneriaceae     |
|  |                                 |
|  | himantandrowate Himantandraceae |
|  |                                 |

|  | Eupomatiaceae            |
|  |                          |
|  | flaszowcowate Annonaceae |
|  |                          |

|  | degeneriowate Degeneriaceae     |
|  |                                 |
|  | himantandrowate Himantandraceae |
|  |                                 |

|  | Eupomatiaceae            |
|  |                          |
|  | flaszowcowate Annonaceae |
|  |                          |

Podział rodziny
W zależności od ujęcia systematycznego przynależnych taksonów różni autorzy wyróżniają tu odmienne liczby rodzajów. Kryteria morfologiczne będące podstawą rozbudowanej klasyfikacji są jednak krytykowane i autorzy publikacji odwołujących się zarówno do analiz molekularnych DNA jak i cech morfologicznych skłaniają się do podziału rodziny na dwie monotypowe podrodziny – Magnolioideae z rodzajem Magnolia i Liriodendroideae z rodzajem Liriodendron.
W ujęciu wyróżniającym rodzaj Magnolia w węższym ujęciu wymieniane są takie plemiona i rodzaje:
Podrodzina Magnolioideae
Plemię Magnolieae
- Manglietia Blume
- Lirianthe Spach
- Magnolia L. – magnolia
- Dugandiodendron Lozano-Contreras
- Talauma Juss.
- Houpoëa N. H. Xia et C. Y. Wu
- Oyama (Nakai) N. H. Xia et C. Y. Wu
- Kmeria (Pierre) Dandy
- Pachylarnax Dandy
- Paramagnolia Sima et S. G. Lu
- Metamagnolia Sima et S. G. Lu

Plemię Michelieae Y. W. Law
- Aromadendron Blume
- Yulania Spach
- Michelia L. – kampaka

Podrodzina Liriodendroideae (Nurk.) Y. W. Law
- Liriodendron L. – tulipanowiec

## Zastosowanie

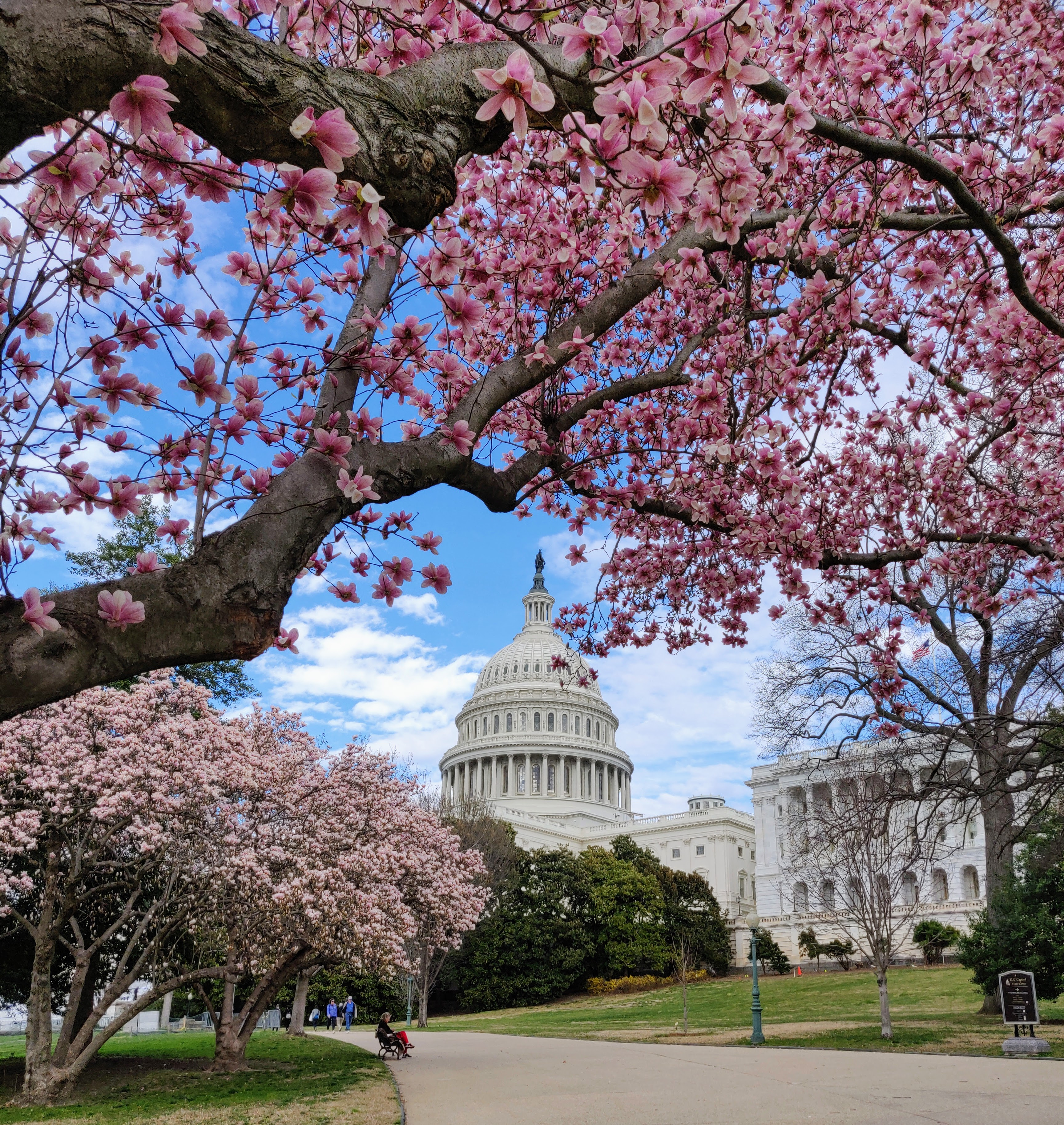
Magnolie kwitnące na terenie zielonym przed Kapitolem Stanów Zjednoczonych

Ze względu na efektowne i pachnące kwiaty liczne gatunki uprawiane są jako rośliny ozdobne, dostępne także w wielu odmianach ozdobnych. Gatunek Talauma mexicana (≡Magnolia mexicana) uprawiany był jako ozdobny w Ameryce Środkowej w okresie przedkolumbijskim. Pozyskiwane są także dla drewna, zwłaszcza Talauma ovata (≡Magnolia ovata) o lekkim drewnie, z którego wyrabia się pudełka i zabawki. Cenionego drewna dostarczają także tulipanowce.  
W medycynie wykorzystywane są zasuszone pąki kwiatowe magnolii, w przypadku Magnolia officinalis także kora. Podobnie w lecznictwie wykorzystywane są kora, kwiaty i owoce Magnolia champaca (≡Michelia champaca), kora tulipanowca chińskiego. 
Z kwiatów Magnolia champaca (lub Michelia champaca w innym ujęciu systematycznym) pozyskuje się olejki zapachowe (olejek champakowy lub szampakowy). Kwiaty tego gatunku (także Michelia figo) dodaje się do herbat w celu ich aromatyzowania. Liście M. champaca służą także jako karma dla jedwabnikowatych. Kwiaty uznawane za jadalne ma Magnolia denudata.